# Ângelo Sampaio Maia
Ângelo de Sá Couto da Cunha Sampaio Maia (Santa Maria da Feira, Paços de Brandão, 21 de maio de 1886 — São João de Ver, Quinta da Torre, 19 de dezembro de 1969) foi um advogado, formado em Direito pela Universidade de Coimbra, que, entre outras funções de relevo, foi governador civil do Distrito de Aveiro em 1919, deputado ao Congresso da República entre 1919 e 1926, vice–presidente da Câmara Municipal de Lisboa e Ministro do Trabalho do 42.º governo republicano, em funções de 15 de fevereiro a 1 de julho de 1925, tendo no seu mandato sido intituído o regime das 8 horas de trabalho diário.

## Biografia
Nasceu na Quinta da Portela, Paços de Brandão, concelho de Santa Maria da Feira, filho do médico João Augusto da Cunha Sampaio Maia, depois 1.º conde de São João de Ver, e de sua mulher, Emília Augusta de Sá Couto Moreira, sobrinha do comendador Joaquim de Sá Couto, instituidor da Fundação Comendador Joaquim Sá Couto.